# جون شاند
جون شاند (بالإنجليزية: John Shand)‏ هو رياضياتي نيوزيلندي، ولد في 22 يناير 1834 في إلغين في المملكة المتحدة، وتوفي في 30 نوفمبر 1914.